# Парк Турбомоторного завода
Парк Турбомото́рного заво́да расположен в Орджоникидзевском районе Екатеринбурга, в прямоугольнике, ограниченном улицами Бабушкина (с запада), Стачек (с востока) и Фронтовых Бригад (с юга). С севера парк ограничен площадкой стадиона «Изумруд». Парк существует с 1930-х годов, занимает площадь в 4,4 га и является охраняемым памятником природы России.

## История
Парк между улицами Бабушкина и Стачек в Свердловске был заложен в 1930-х годах, став первым общественным садом на территории посёлка Эльмаш. В 1948 году парк передали на баланс Уральского турбомоторного завода, после чего он получил современное название. Торжественной открытие парка состоялось 21 мая 1949 года. На территории парка работали детские площадки и аттракционы. Вдоль центральной аллеи были установлены щиты с цитатами из современников о любви, дружбе и труде.
Парк был разбит на несколько зон отдыха, где посетители играли в настольные игры, загорали и устраивали пикники. Также имелись танцевальная и концертная площадки, где выступал духовой оркестр. По выходным и праздникам давали представления артисты городских театров.
В 2012 году после проведённой реконструкции часть территории парка в углу улиц Бабушкина и Фронтовых Бригад была отведена под торговый центр О’кей. Площадь парка при этом сократилась с 4,9 до 4,4 га.

## Характеристика
Парк является местом для отдыха жителей района Эльмаш, выполняя рекреационную и санитарно-гигиеническую функции. Также территория парка имеет транзитное значение, связывая главную проходную Уральского турбинного завода с жилыми домами, расположенными по улицам Бабушкина и Стачек. Через парк проходят две главные диагональные асфальтированные аллеи и несколько грунтовых дорожек. Посадки кустарников и деревьев организованы с учётом выхода на главные аллеи. Вдоль улицы Бабушкина парк имеет деоративную чугунную ограду, установленную на каменном бордюре. Чугунные решётки изготавливались в литейном цехе турбомоторного завода.
В парке высажено 2566 деревьев и 43 кустарника 19 видов, в том числе осина, сосна, липа, черёмуха, яблоня, клён, рябина, акация жёлтая, сирень венгерская и жимолость татарская. Среди деревьев преобладают 4 вида: тополь бальзамический (средний диаметр 24 см, средняя высота — 25 м), клён ясенелистный, яблоня ягодная, ясень пенсильванский и липа мелколистная. Большинство деревьев в парке имеют возраст 50 лет и более.

## Галерея

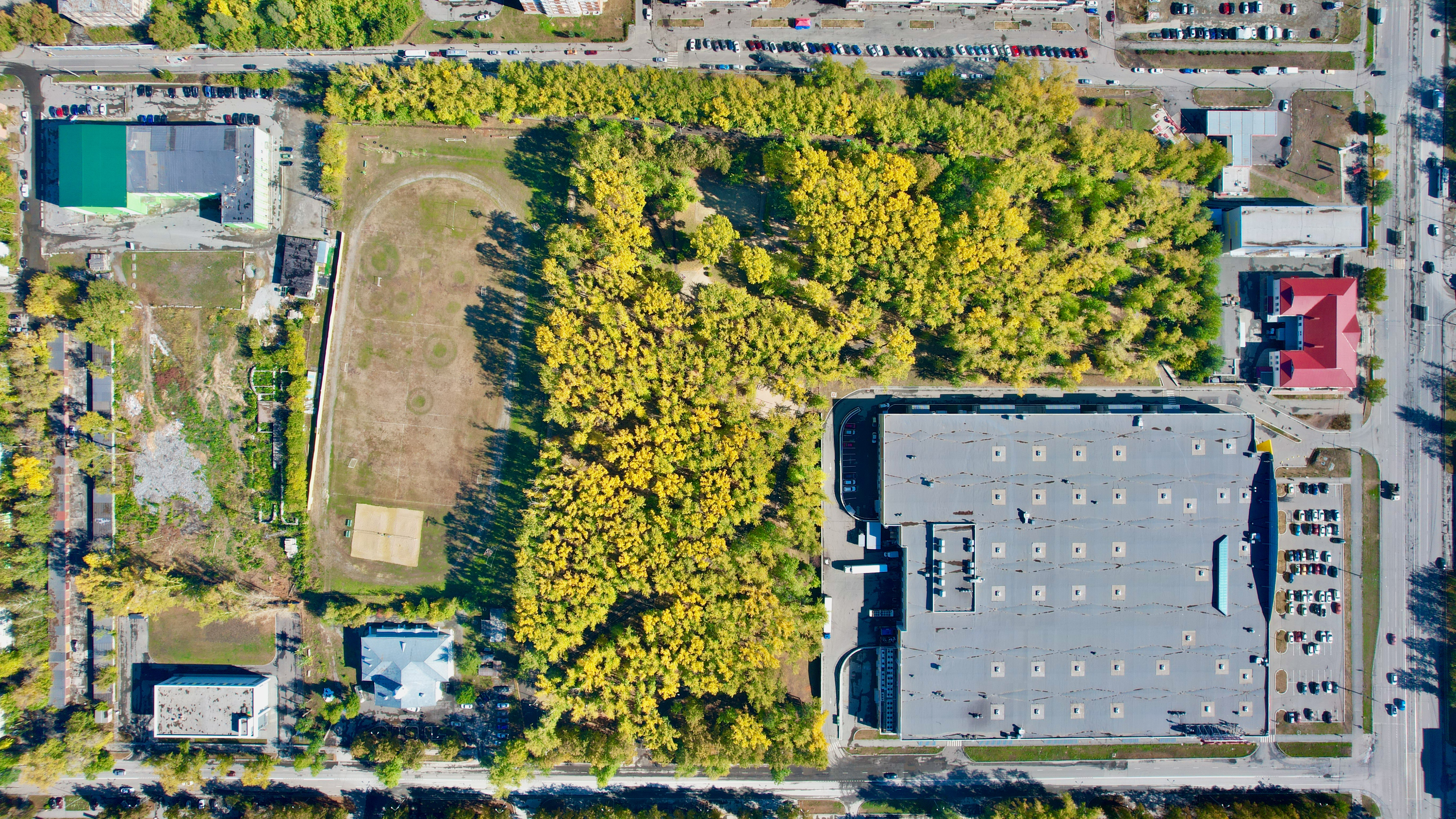
Вид с высоты, часть парка в 2012 году отдана под торговый центр
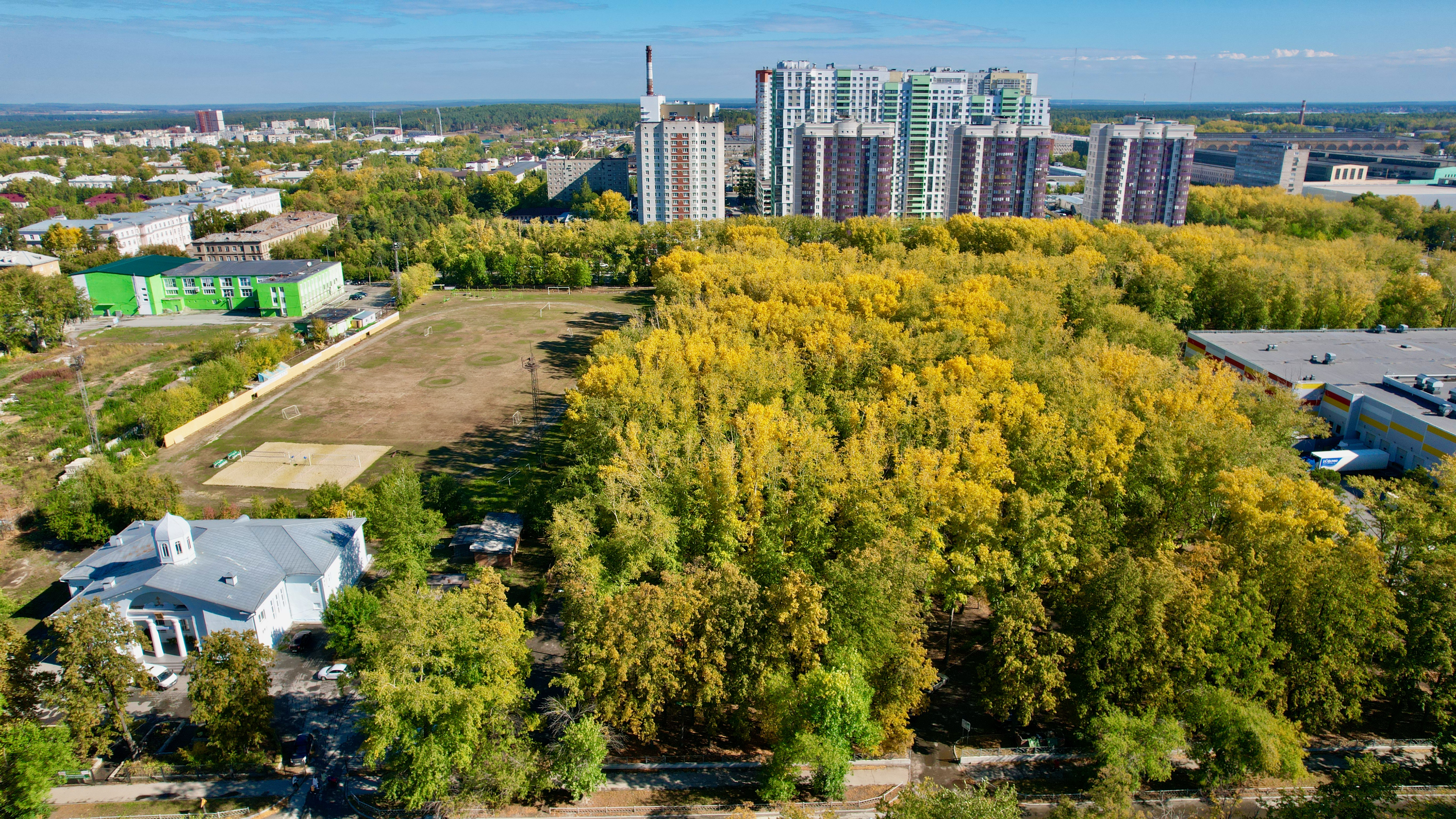
Вид со стороны ул. Бабушкина
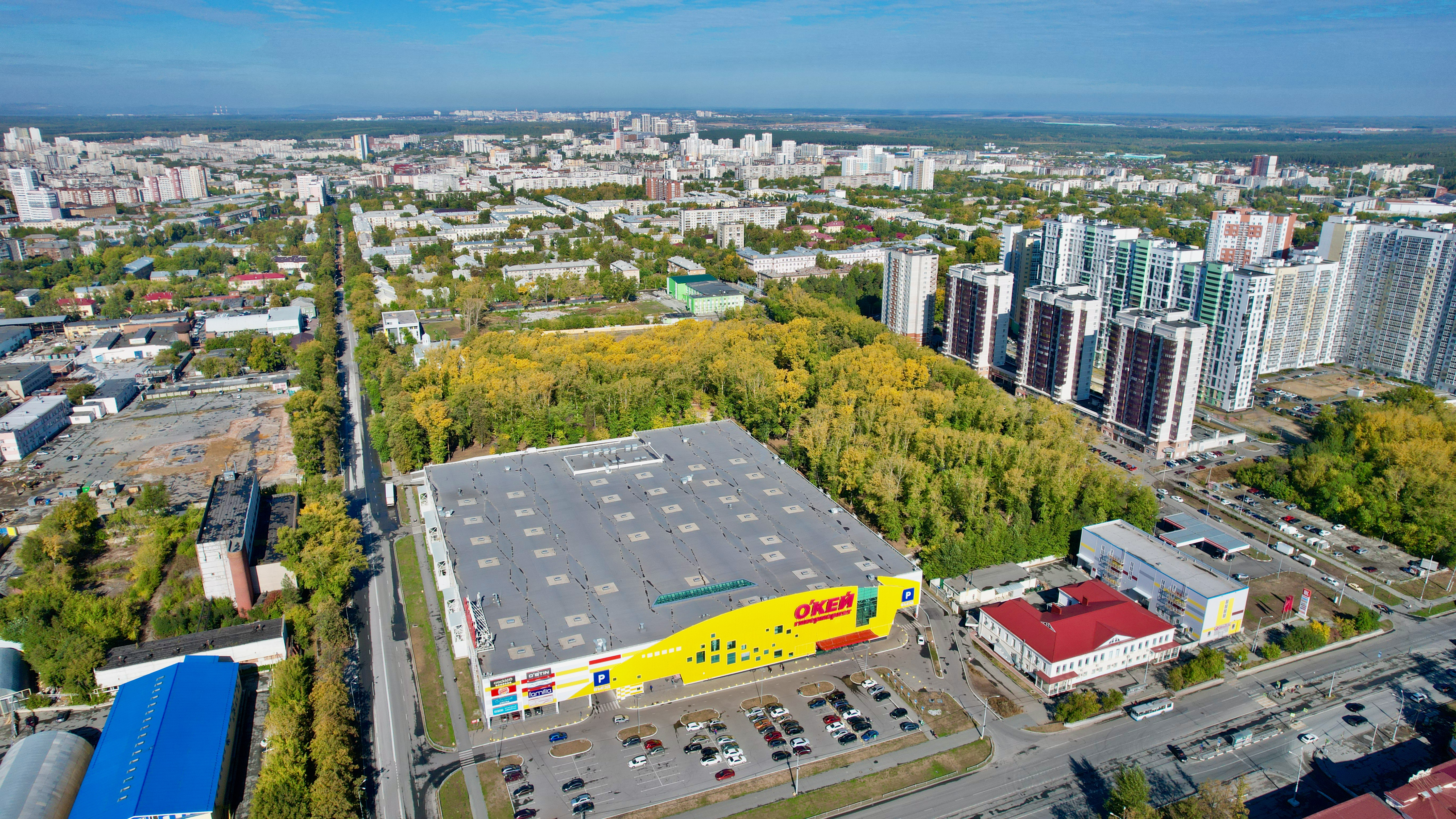
Вид со стороны ул. Фронтовых Бригад
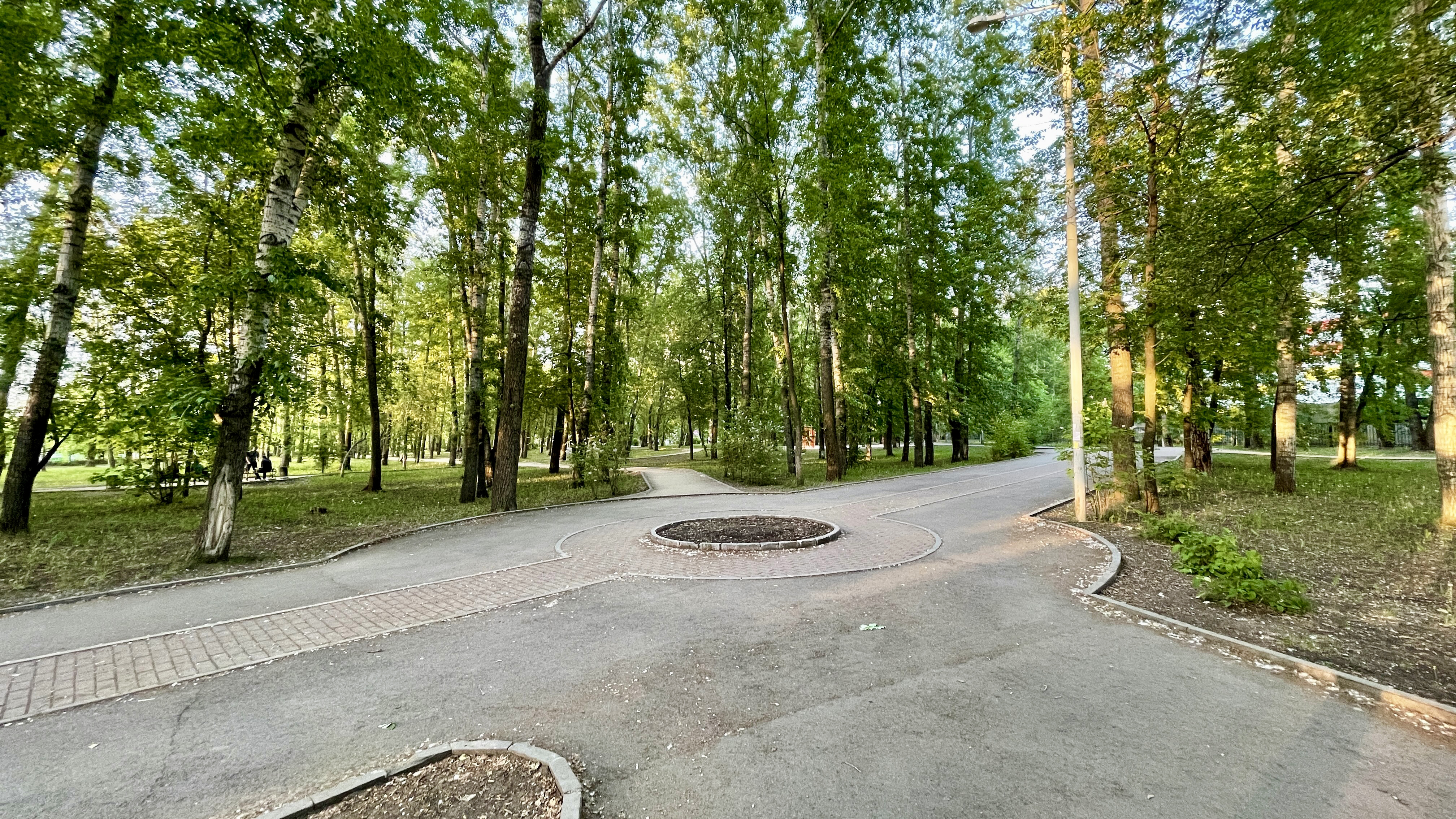
Главная аллея
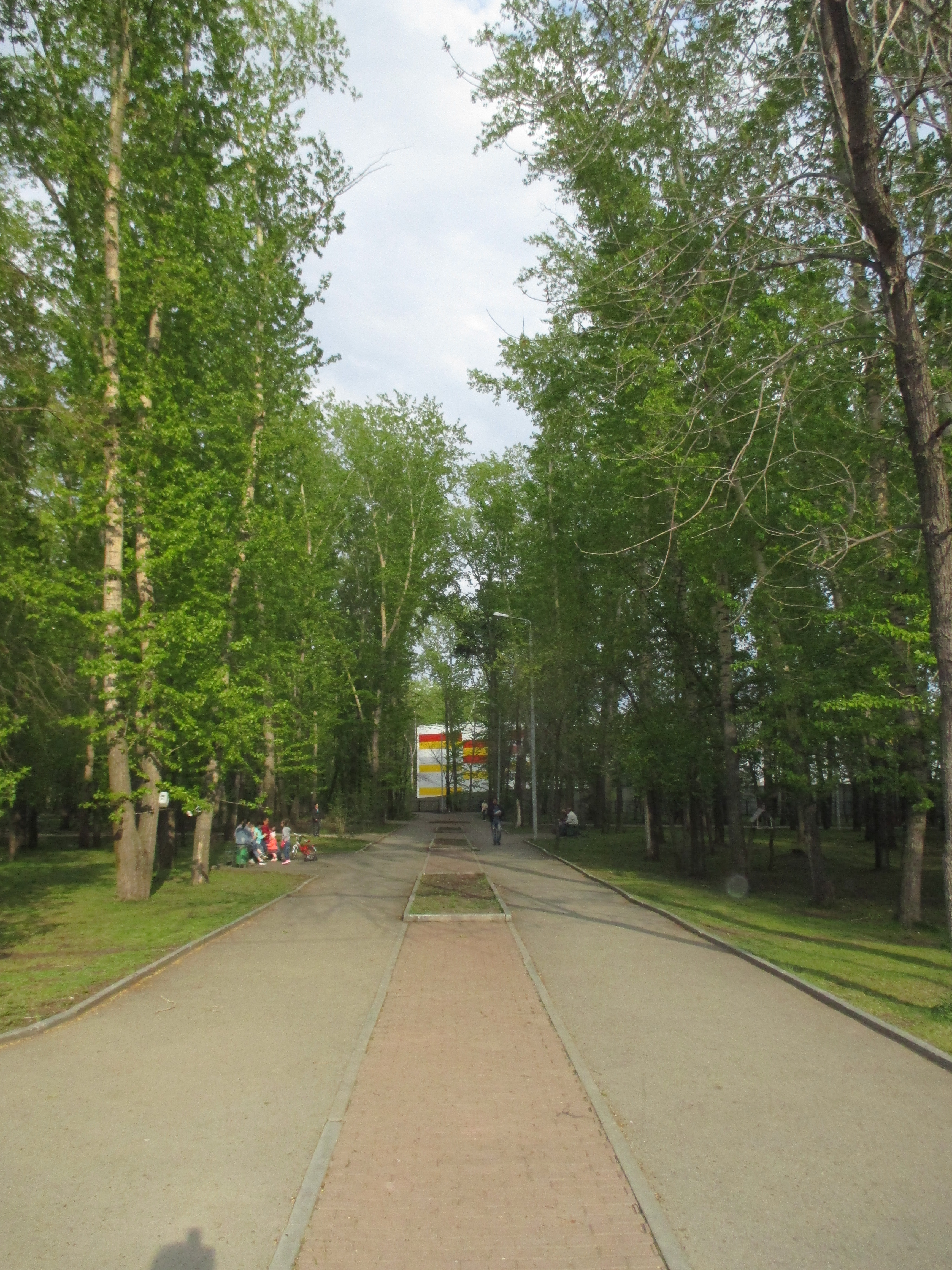
Главная аллея
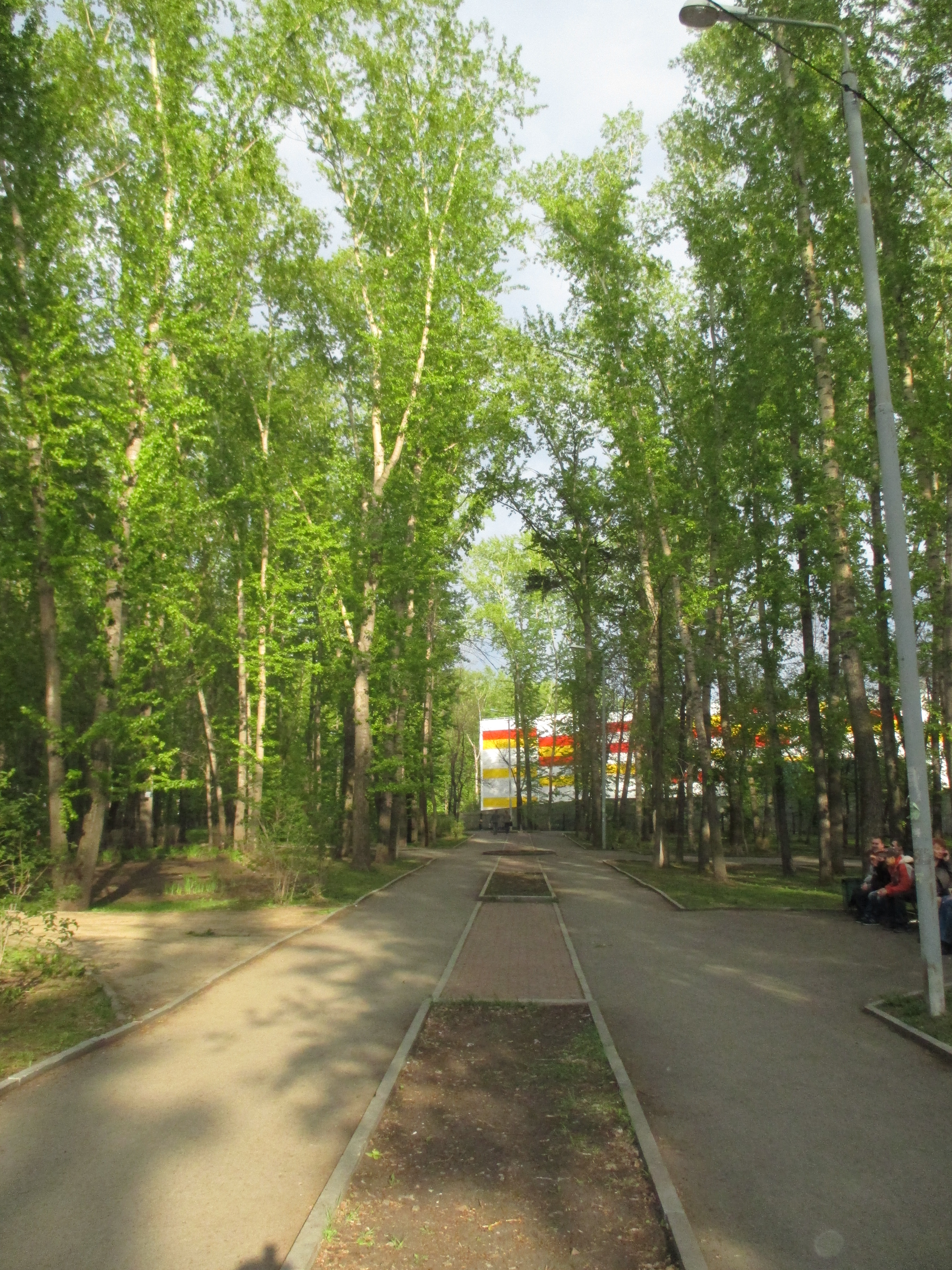
Главная аллея